# Шамс ад-Дин Ильдегиз
Шамс ад-Дин Ильдегиз (ум. 1175) — Великий Атабек Азербайджана, основатель средневековой тюркской династии Ильдегизидов, правивших на северо-западном Иране (Иранский Азербайджан) и части территории современного Азербайджана

## Биография
Шамсаддин был по происхождению кыпчаком, проданным в рабство. Сначала служил сельджукскому визирю Сумайрами, а в 1122 году попал к султану Масуду ибн Мухаммеду (1133—1152), который в 1136 году назначает его наместником Аррана, с резиденцией в Барде. Постепенно расправившись с местными эмирами, Ильдегиз начинает контролировать и весь Азербайджан (историческая область главным образом на северо-западе Ирана).
После смерти Тогрула в 1134 году Шамсаддин женился на его вдове Момине-хатун и стал самостоятельным властителем на северо-западных территориях Иракско-сельджукского султаната. К 1160 году он получил титул «Великого Атабека», добивался провозглашения султаном своего пасынка Арслан-шаха, объединил в своём государстве весь Азербайджан и значительную часть Аррана — до границ с Ширваном и с Грузией. 3 августа 1161 года, близ Хамадана, Шамсаддин разбил восставших эмиров и вскоре захватил город Рей. 
В июле 1163 года, объединённые силы эмиров, во главе с Шамсаддином совершили поход в Грузию, где нанесли тяжелое поражение грузинским войскам и завоевали находящейся под их властью армянский город Двин. В 1166—1170 годах Шамсаддин присоединил к своим владениям армянское царство Сюник.
Незадолго до смерти в 1175 году уступил город Ани Грузии, умер возможно по причине отравления.